# Русское освободительное движение

Андреевский флаг использовался в качестве отличительной эмблемы РОДа

Российский триколор использовался в качестве отличительной эмблемы РОДа

Ру́сское освободи́тельное движе́ние (акрон. РОД), также Освободи́тельное движе́ние наро́дов Росси́и — антикоммунистическое коллаборационисткое движение на территории СССР в 1941—1951 годах, целью которого было создание антисоветских вооружённых сил в период Второй мировой войны и после её окончания для свержения советской власти и создания Русского государства. В это движение входили как русские, так и представители других национальностей, проживающих в СССР.

## Идеология

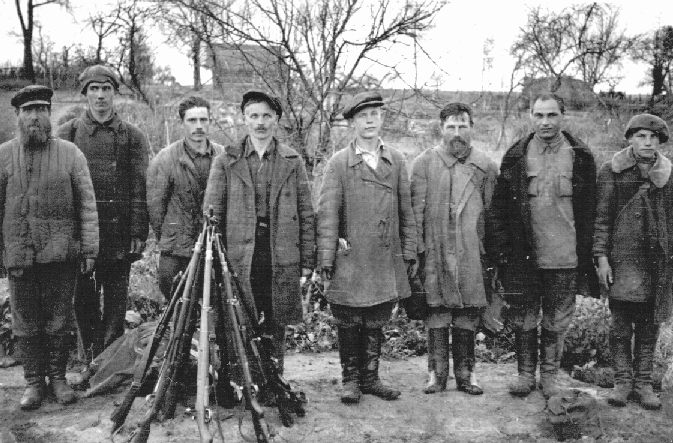
Хиви, участники антипартизанского формирования (Новгородская область, 1942)

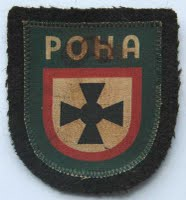
Шеврон РОНА

Основная идея данного движения была в том, что большевизм не может быть свергнут изнутри СССР. Многочисленные предыдущие попытки белоэмигрантских организаций (РОВС, БРП, и НТС) продемонстрировали бесперспективность ведения прямой войны против советских органов государственной безопасности (ОГПУ и НКВД). Идеологи движения рассчитывали использовать войну между СССР и Германией для начала в СССР гражданской войны, опираясь в этом на имевшийся опыт по использованию Первой мировой войны для прихода к власти большевиков в результате Октябрьской революции («Превратим империалистическую войну в войну гражданскую!»).
Настроенные скептически к этому движению люди утверждали, что А. Гитлер намеревался уничтожить русских как нацию, указывая, что его идеи завоевания и подчинения или ассимиляции чётко излагались в «Майн Кампф». Они не верили, что Гитлер «отличает русских от большевиков», и считали, что лучше либо сохранить нейтралитет (позиция была популярна среди многих деятелей Белого движения, например, у А. И. Деникина), либо поддержать РККА во время войны (позиция была очень популярна среди многих эсеров).

## История
Одной из главных больших тайн советской идеологии и мифологии послевоенного времени было длительное умолчание о масштабах участия советских граждан в военном конфликте на стороне Третьего Рейха. За непродолжительный срок Вермахтом были созданы многочисленные национальные легионы из славянских, кавказских, прибалтийских, среднеазиатских народов и отдельные русские казачьи военные части. Движение зародилось спонтанно с началом Великой Отечественной войны в июне 1941 года. Ряд деятелей Белой эмиграции пытались добиться от немецкого командования помощи в создании вооружённых формирований, которые будут использоваться на Восточном фронте. С 1941 года, по мере продвижения Вермахта, число коллаборантов идущих на различные формы сотрудничества с оккупационными властями непрерывно росло. Для содействия в осуществлении своих планов и последующей помощи в управлении гражданским населением, оккупационные органы призывали в свои ряды сочувствующих им граждан СССР, используя их ненависть к Советской власти, национально-освободительную борьбу украинского, казаческого, русского коллаборационизма, а также страх перед оккупантами и пораженческие настроения.
Коллаборационизм советских граждан с германскими оккупационными властями (особенно в начале войны) был беспрецедентным, и это сотрудничество с оккупантами развивалось в различных формах: военной, политической, хозяйственной, административной. Причины, толкнувшие людей на этот шаг, имели сложный и неоднозначный характер, были порождены разными обстоятельствами бытового, психологического, мировоззренческого, иногда религиозного порядка. Весьма вероятно, что среди этих людей имелась значительная прослойка антисоветски настроенных граждан, которые добросовестно и преданно служили немецким оккупационным властям. Жестокий тоталитарный сталинский режим, коллективизация, раскулачивание и расказачивание, насильственные депортации и переселения целых народов, голодные катастрофы, сталинские репрессии и повсеместный террор, утрата национальной независимости прибалтийскими государствами и другие следствия преобразований большевиков, вызывали недовольство значительной части населения, явление носило настолько массовый характер, что по сути в 1941—1945 гг. в рамках Второй мировой и Великой Отечественной, в СССР разгорелся второй этап Гражданской войны, когда миллионы граждан страны вновь оказались по разные стороны баррикад с оружием в руках друг против друга. Всё это активно использовала немецкая пропаганда — под предлогом освобождения порабощённых народов СССР проводилась политика демонизации советского государства. Немаловажным фактором была и продолжающаяся антисоветская деятельность белогвардейской эмиграции — в особенности той её части, которая заняла «непримиримую позицию», а с началом Великой Отечественной войны встала на позицию «пораженчества» по отношению к существующему режиму в СССР:20.
Среди исследователей этой проблемы нет единого мнения относительно численности советских граждан, поступивших на службу к противнику. Часто в этих подсчётах отсутствуют сведения о многочисленных "хиви («добровольных помощников» Вермахта) и вспомогательной полиции. В целом, на территориях оккупированных Третьим рейхом и его союзниками, оказалось около 70 миллионов советских граждан. В частях Вермахта с 1940 по 1945 годы служило до 1,5 миллиона граждан СССР (только в одном 1944 году до 1 миллиона:20), ещё около 3 миллионов находилось в Третьем рейхе на принудительных работах в качестве остарбайтеров:20.

### Добровольческие подразделения

Символика РОНА

С начала войны немецкие оккупационные власти начали набор из местного населения на оккупированных территориях СССР и советских военнопленных так называемых «добровольных помощников» Вермахта («Хиви»).
К 1942 году на стороне Германии насчитывался ряд вооружённых формирований, бойцами которых были преимущественно русские:
- Русская освободительная народная армия — формирование, созданное Б. В. Каминским на территории Локотской республики. Являлось единственной силой, которая имела в регионе полную независимость действий. Насчитывала до 20 000 военнослужащих. В 1944 году была преобразована в дивизию СС.
- Русский охранный корпус — корпус, сформированный из русских эмигрантов и граждан СССР, действовавший на стороне нацистской Германии во время Второй мировой войны. В частности воевал против партизан НОАЮ в Югославии. Всего через службу в корпусе прошло 17090 человек, из которых около 11,5 тысячи составляли эмигранты, а остальные были советскими гражданами.
- Русская национальная народная армия — вооружённое военизированное формирование под командованием двух белоэмигрантов, С. Иванова и К. Кромиади, сформированное на территории оккупированной Белоруссии и принимавшее участие во Второй мировой войне на стороне Третьего рейха.
- Бригада СС «Дружина» — соединение войск СС времён Великой Отечественной войны, состоявшее из добровольцев из лагерей советских военнопленных численностью до 8000 человек. В августе 1943 года соединение перешло на сторону партизан и было переименовано в Антифашистскую партизанскую бригаду.
- Различные казачьи части под командованием нескольких бывших белых офицеров и атаманов, таких, как П. Краснов и А. Шкуро, бывшего командира РККА Кононова, и немецкого генерала Паннвица. В отличие от иных проектов формирования национальных частей из бывших граждан СССР, Гитлер и его ближайшее окружение изначально весьма благосклонно смотрели на идею формирования казачьих частей, так как придерживались теории о том, что казаки являлись потомками готов, а значит принадлежали не к славянской, а к арийской расе.

В целом более миллиона бывших советских граждан вступили в Вермахт, СС и различные коллаборационистские формирования (в том числе других национальных групп, таких как украинцы, белорусы, латыши, литовцы, эстонцы, чеченцы, казахи, азербайджанцы, грузины, армяне и другие).
Согласно данным немецкого командования и оценкам ряда российских историков, общая численность представителей народов СССР, которые входили в вооружённые формирования на стороне Германии (Вермахт, войска СС, полиция), составляла: русские — более 300 тыс., украинцы — 250 тыс., белорусы — 70 тыс., казаки — 70 тыс., латыши — 150 тыс., эстонцы — 90 тыс., литовцы — 50 тыс., народы Средней Азии — ок. 70 тыс., азербайджанцы — до 40 тыс., народы Северного Кавказа — до 30 тыс., грузины — 25 тыс., армяне — 20 тыс., волжские татары — 12,5 тыс., крымские татары — 10 тыс., калмыки — 7 тыс. человек (всего около 1 млн 200 тыс. человек).
По данным К. Александрова, военную службу на стороне Германии в 1941—1945 годах несли примерно 1,24 млн граждан СССР: 400 тыс. русских (в том числе 80 тыс. в казачьих формированиях), 250 тыс. украинцев, 180 тыс. представителей народов Средней Азии, 90 тыс. латышей, 70 тыс. эстонцев, 40 тыс. представителей народов Поволжья, 38,5 тыс. азербайджанцев, 37 тыс. литовцев, 28 тыс. представителей народов Северного Кавказа, 20 тыс. белорусов, 20 тыс. грузин, 20 тыс. крымских татар, 20 тыс. русских немцев и фольксдойче, 18 тыс. армян, 5 тыс. калмыков, 4,5 тыс. ингерманландцев (преимущественно в финской армии); нет точных данных о численности молдаван.

### «Третья сила»
НТС стал единственной политической группой, которая пыталась действовать против советской власти на стороне нацистов, при этом ориентировалась и на будущее выступление против Третьего Рейха для создания «третьей силы». Этот принцип был провозглашён в 1938 году председателем В. М. Байдалаковым, который заявил, что в свете надвигающегося военного конфликта: «С кем же нам идти? Русской совести может быть только один ответ. Не со Сталиным, ни с иноземными завоевателями, а со всем русским народом». Надежда заключалась в создании полностью независимой «третьей силы», которая станет как антикоммунистической, так и антинацистской и будет действовать в качестве партизанского движения сопротивления.
Незадолго до нападения на СССР НТС решил закрыть свои отделения в Германии и странах Оси и уйти в подполье, чтобы избежать немецкого влияния. Руководство НТС также запретило своим членам вступать в любые коллаборационистские формирования. При этом НТС активно сотрудничала с власовцами, например, Ф. Трухин стал членом Исполнительного бюро и Совета НТСНП, а некоторые программные идеи власовского движения были сходны с идеями НТС.
На практике реализация идеи создания «третьей силы» заключалась в поддержке нацистов до определённого времени, а затем в неопределённом будущем планировалось выступить и против нацистов. На оккупированных территориях члены НТС вступали в перспективные коллаборационистские политические организации, в том числе и в Национал-социалистическую трудовую партию России Каминского. Также они вступали в военные, разведывательные и пропагандистские структуры нацистов, многие из них непосредственно участвовали и в карательных мероприятиях на оккупированных территориях. Однако с середины войны члены НТС пытались связаться с разведками западных союзников, за что подверглись репрессиям со стороны нацистов. Все эти меры и запланированное выступление против нацистов должно было привести к созданию русского национального государства. Программа НТС содержала элементы демократии, но ориентировалась на правые авторитарные государства Европы, чаще всего на португальское Новое государство. При этом даже в 1944 году программа НТС содержала антисемитские положения: 

Влияние народностей, на входящих в состав Российской нации, на государственную или общественную жизнь, должно быть полностью исключено. Евреям предоставляется право или свободно покинуть пределы России, однако, без вывоза капиталов, или же поселиться на территории Российского Союзного Государства, в специально отведенной для них области.
Однако при этом и в коллаборационистской деятельности члены НТС встречали трудности. Внешне нацисты привлекали их для работы, но на оккупированные территории они проникали нелегально, часто через оккупированную Польшу, так как до войны имели там своих агентов. Кроме того, в 1939 году НТС связались с правительством Польши в изгнании и выработали договор о сотрудничестве. В Смоленске НТС столкнулись с угрозой со стороны Гестапо и недоверием и настороженностью местных жителей. После поражения нацистов под Курском пропаганда НТС стала распространять и антигитлеровские лозунги, в том числе «Покончим с Гитлером, возьмёмся за Сталина!» Летом 1943 года нацисты начали арестовывать членов НТС, к осени 1944 года в заключении было около 200 членов НТС, в том числе полный состав Исполнительного бюро. Члены НТС были освобождены после того, как за них заступился Власов.
С 1945 года НТС стали сотрудничать с британской, а затем с американской разведслужбами. После войны НТС попытались отмежеваться от власовцев, Байдалаков издал циркуляр для членов НТС, в котором заявлялось, что КОНР был составлен нацистами из аморальных и продажных людей, хотя некоторые члены НТС помогали власовцам спастись от принудительной репатриации в СССР.

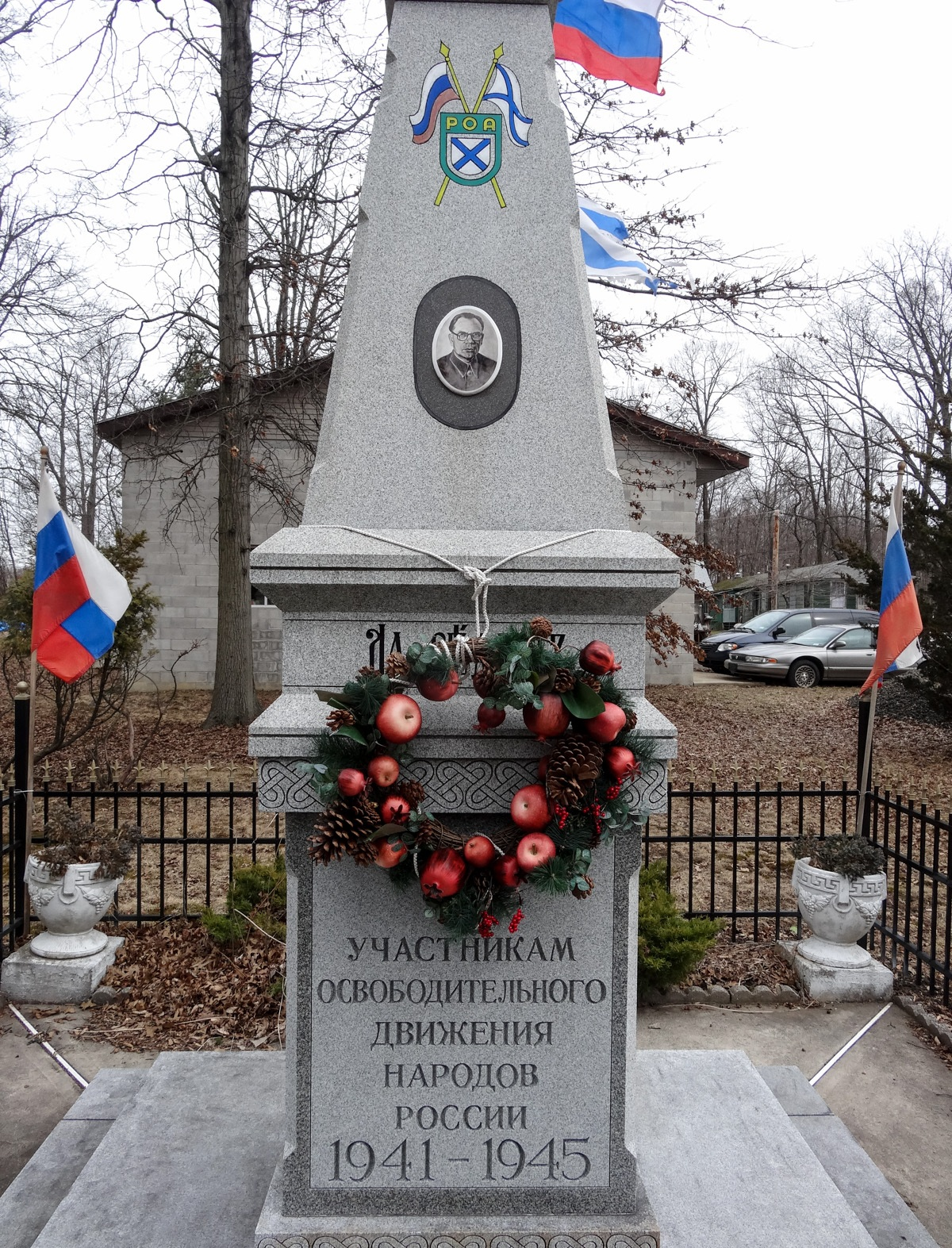
Мемориал А. А. Власову и бойцам РОА на кладбище Новодивеевского женского русского православного монастыря в Нью-Йорке

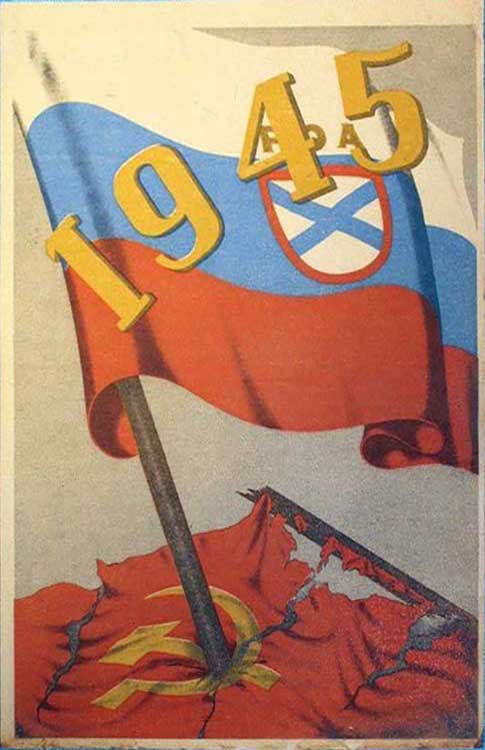
Новогодняя открытка КОНРа с триколором РОА (декабрь 1944)

### Русская освободительная армия
Тем временем некоторые советские граждане на оккупированных территориях, а также пленные советские офицеры приняли решение перейти на сторону Германии и вести вооружённую борьбу с Советской властью и Красной армией. 27 декабря 1942 года бывший генерал-лейтенант РККА Власов и бывший полковник РККА Баерский стали авторами «Смоленской декларации», в которой предложили немецкому командованию организовать РОА. Армия была заявлена как воинское формирование, создаваемое для «освобождения России от коммунизма». Исходя из пропагандистских соображений, руководство Третьего Рейха сообщило об этой инициативе в средствах массовой информации, мало чего предпринимая в организационном плане. С этого момента все солдаты русской национальности в структуре немецкой армии могли считать себя военнослужащими РОА, которая существовала тогда только на бумаге.
Формирование подразделений РОА началось в 1943 году, они привлекались к несению охранно-полицейской службы и борьбе с партизанами на оккупированной территории СССР.
На момент создания КОНРа главной целью А. А. Власова и его окружения было стать как можно более сильными в военном отношении, чтобы после крушения Германии, которое, по его расчётам, должно было произойти в конце 1945 года, выступить в неизбежном, как он полагал, конфликте западных держав с СССР в качестве «третьей силы» и попытаться осуществить свои политические задачи с помощью Великобритании и США. 28 января 1945 года РОА получила статус вооружённых сил союзной державы, сохраняющей нейтралитет по отношению к США и Великобритании.

### Комитет освобождения народов России
Участники освободительного движения не имели собственного политического центра до того момента, как 14 ноября 1944 года был создан КОНР. На торжественном заседании, прошедшем в Праге, был принят и подписан основной документ КОНРа, его политическая платформа — Манифест Освободительного движения народов России. КОНР неожиданно получил массовую поддержку среди многих противников СССР, как среди белоэмигрантов, так и среди бывших советских военнопленных. Комитет получил благословение митрополита Анастасия от РПЦЗ, а также Парижского экзархата.

После создания КОНР, ряд коллаборационистских формирований были формально включёны в РОА.

### Партизанские отряды
В 1943—1951 годах на территории бывшей Локотской республики в лесах Брянской области против военнослужащих РККА, внутренних войск НКВД, сотрудников правоохранительных органов и служб безопасности, советских и партийных работников, колхозных активистов и самих членов отряда, заподозренных в поддержке или лояльности советской власти, действовали несколько партизанских отрядов. Первой повстанческой силой против Красной армии выступила группа бывшего сотрудника СД Войтенко, действующая в 1943—1944 годах на границе Красногорского района и Белоруссии до гибели самого Войтенко в перестрелке с частями войск охраны тыла Красной Армии в 1944 году. После смерти командира группы небольшой части бойцов удалось скрыться под руководством Николая Козина. Впоследствии значительный процент участников отряда составили люди, которые до этого не воевали на стороне немцев, не состояли в РОНА, восточных добровольческих батальонах и полиции. Это были обычные жители Локотской республики, бывшие красноармейцы и партизаны, ненавидящие советскую власть не меньше, чем нацистов, и решившие бороться против неё после ухода немцев с территории СССР. В качестве стратегии группа решила использовать опыт партизан и скрывалась в лесах Суражского района.
Отряд Н. Козина надеялся на начало Третьей мировой войны и приход войск бывших союзников СССР. Ожидания были не беспочвенными, после речи в Фултоне У. Черчилля началось обострение в отношениях между новообразованным советским блоком и блоком западных союзников. К 1948 году отряд был практически полностью ликвидирован, были осуждены одни из последних партизан и приговорены к длительным срокам лишения свободы, так как смертная казнь временно была отменена. Последнее столкновение советской власти с повстанцами произошло в декабре 1951 года, в результате которого группа партизан в количестве 8 человек была уничтожена.

## Препятствия
Представители РОД столкнулись с рядом препятствий, которые продолжались до самого конца войны:
- В русофобии нацистов. А. Гитлер и многие из его ближайшего окружения были славянофобами, как и многие приверженцы нацистской идеологии. Гитлер был взбешён, когда узнал, сколько немецких генералов и офицеров выступили в поддержку создания российской армии, и запретил даже упоминания этой идеи в его присутствии. Русский патриотизм подавлялся, а русских белоэмигрантов держали так далеко от оккупированной немецкой армией России, насколько возможно, чтобы предотвратить рост русского национализма[27].
- Сепаратизм. Нацистская политика была направлена на спонсирование национального сепаратизма среди тех народов, которые населяли СССР. Созданные военные формирования из русских, казаков, украинцев, грузин, армян, казахов, чеченцев, крымских татар и других народов, возглавляли в основном люди, которые отказывались взаимодействовать с кем бы то ни было, кто не гарантировал их независимую государственность с самого начала.
- Политическое столкновение. Между бывшими советскими пленными и белыми эмигрантами существовали серьёзные разногласия, во многом потому, что обе стороны сражались друг против друга во время Гражданской войны.

Гитлер поначалу категорически отказывался рассматривать любые предложения о русском освободительном движении и допускал эти идеи только в пропагандистских целях. Хотя русские и казачьи коллаборационистские военные формирования появились у Германии уже в 1941 году, массовый и активный пересмотр ситуации с русскими военными формированиями начался тогда, когда немцы проиграли битву под Сталинградом.

## Западные союзникипоАнтигитлеровской коалиции
Ещё до капитуляции нацистской Германии 8 мая 1945 года сторонники русского освободительного движения устремили свои надежды на западные страны, в частности США и Великобританию, с одной стороны, страны западной демократии были также близки идеологически для русского освободительного движения, как и страны Оси, с другой — эти страны были также враждебны сталинскому коммунистическому режиму в прошлом, и как представлялось сторонникам РОДа, не захотят распространения коммунизма по всей Европе. А. А. Власов хотел записать радиообращение к руководителям Англии и США в течение последнего месяца войны, но это было запрещено немцами.
Верховное командование Англии и США оказалось в сложном положении, с одной стороны, многие офицеры и генералы сочувствовали идее русского освободительного движения (в том числе Дж. Паттон), с другой стороны, они не хотели ухудшить отношения с советской стороной и лично со Сталиным, которому они обещали на Ялтинской конференции принудительную репатриацию всех граждан СССР. Впоследствии Западные союзники передали советским властям большинство представителей русского освободительного движения (например, Выдача казаков в Лиенце).